# Антон Чехов и дама с собачкой
«Антон Чехов и дама с собачкой» — бронзовая скульптурная композиция Антону Павловичу Чехову и персонажу из его произведения «Дама с собачкой». Открыт в 2004 году в центре ялтинской набережной имени Ленина.

## История
Памятник был открыт в 2004 году на набережной имени Ленина в Ялте возле здания концертного зала «Юбилейный». Открытие памятника приурочено к 100-летию со дня смерти писателя Антона Чехова. Композицию построили по заказу учредителей международного телекинофорума «Вместе».
Композиция выполнена из бронзы. Её создавали братья Геннадий и Фёдор Паршины из московского художественно-производственного объединения «Вель» по проекту архитектора Юрия Иванченко в течение трёх лет.
Антон Чехов жил в Ялте с 1898 года до самой смерти, где и написал произведение «Дама с собачкой», действие которого происходит в том же городе.